# Dicranum bentzelii
Dicranum bentzelii är en bladmossart som beskrevs av A. Kerner 1867. Dicranum bentzelii ingår i släktet kvastmossor, och familjen Dicranaceae. Inga underarter finns listade i Catalogue of Life.